# Dinko Politeo
Dinko Politeo (Stari Grad, 31. svibnja 1854. – Zagreb, 5. ožujka 1903.), hrvatski novinar i političar, djelatan u vrijeme Hrvatskog narodnog preporoda u Dalmaciji i kasnije u vrijeme stvaranja pravaške misli u Zagrebu. Bio je i publicist i književni kritičar, hrvatski dramatik. Otac je odvjetnika Ive Politea.

## Životopis
Rodio se je u Starom Gradu na Hvaru. Gimnaziju završio u Splitu, Bogosloviju u Zadru. Studirao je pravo u Zagrebu (na Filozofskom fakultetu) i Grazu. Posvetio se je publicistici.  Sa Sveučilišta je izbačen 1875. zbog studentskih prosvjeda.  U Zadru je uređivao Narodni list (1875. – 1885.), u Splitu Narod (1885. – 1889.), u Zagrebu Obzor (1889. – 1894.). Pokrenuo je časopis Mlada Hrvatska (1894. – 1895.) i izdavao smotru Prava hrvatska misao (1903.). Pisao je i objavio mnogobrojne radove o glazbi, književnosti i društvenim znanostima, a popularizirao je ideje Račkoga, Starčevića, Strossmayera, Pavlinovića i dr. Suradnik je listova Diritto croato, Pensiero slavo, Crvena Hrvatska, Agramer Tagblatt i bečkog Der Südena te pravaškog lista Hrvatska. Kritizirao je odstupanja od liberalizma. I nakon gubitka vida 1896. nastavio je raditi. Nešto prije okušao se je u književnosti, te mu je 1895. izvedena drama Marija Stančevićeva.

## Djela
- Besjeda na proslavu dvadesetipetgodišnjice otvorenja Splitske čitaonice, Split 1887.
- Srbsko-hrvatsko pitanje u Dalmaciji : odgovor Dubrovčanunu L. G., Split 1889.
- Za istinu : proti proračunskom govoru Pliverića,  Zagreb 1894.
- A propos des conditions politiques de la Monarchie habsbourgeoise : ...., Trieste 1899.
- In Istria : due articoli del "Diritto Croato" di Pola, Zagreb 1894.
- Hrvatska politika i kultura u XIX vieku, Zagreb 1900.
- Izabrani članci, D. Tuzla 1901.
- Marija Stančićeva. Komedija.